# Bourgoyen-Ossemeersen
Bourgoyen-Ossemeersen ist ein Schutzgebiet in der Umgebung der belgischen Stadt Gent. Es liegt zum größten Teil im Gebiet der Teilgemeinde Mariakerke und bedeckt 230 ha. Es besteht zum größten Teil aus nassen, oft überfluteten Weiden mit Gräben und Kanälen und ist ein wichtiges Überwinterungsgebiet für Wasservögel. Gleichzeitig dient es als Pufferzone zwischen der Stadt und der Ringstraße R4. Lärmschutzwälle wurden errichtet, um die Lärmbelastung für die wildlebenden Tiere zu verringern.
Es gibt drei Hauptwanderwege durch das Reservat und im Zentrum befindet sich das Valkenhuis (Falknerei), ein historisches Gebäude, dass von den Falknern der Grafen von Flandern genutzt wurde. 2006 wurde ein Besucherzentrum am Eingang zum Reservat errichtet.

## Fauna

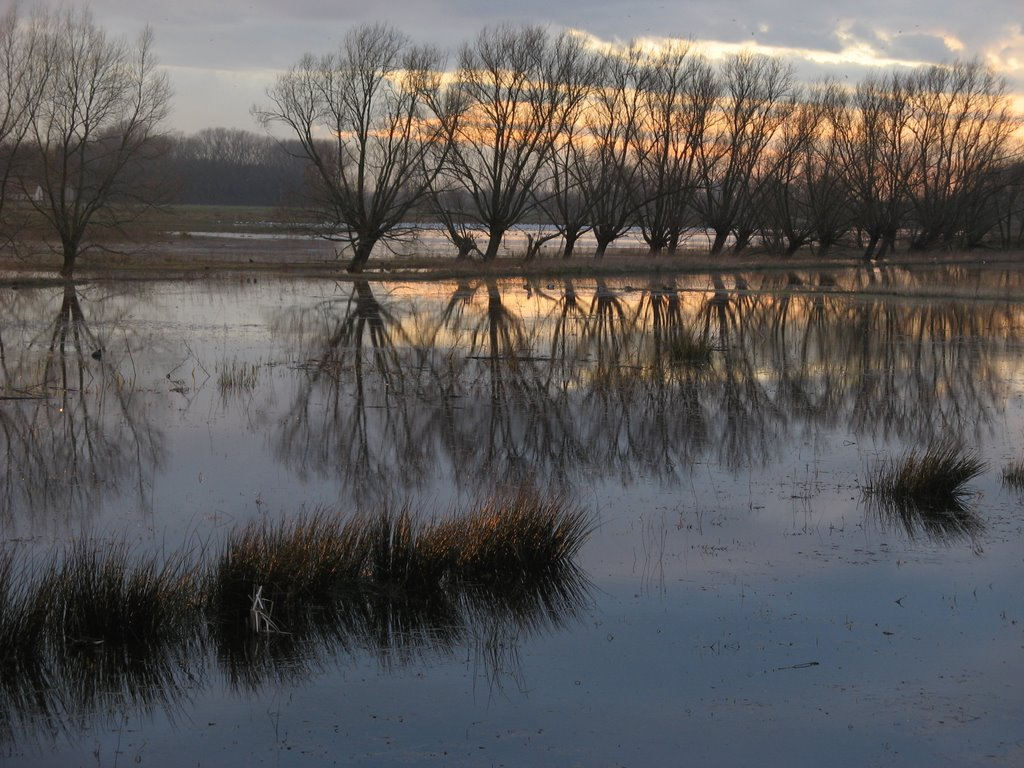
Weidenbäume im Abendlicht

Das Schutzgebiet ist bekannt für die große Zahl von Enten und Gänsen, die hier in den überfluteten Weiden überwintern. Die häufigsten Tiere sind Pfeifenten, Krickenten und Löffelenten. Darüber hinaus kommen Spießenten, Schnatterenten, Brandgänse, Reiherenten und Tafelenten. Nichteinheimische Spezies sind Kanadagans und Weißwangengans. Weitere Watvogelarten sind Kiebitz, Großer Brachvogel, Kampfläufer und Bekassine.
Einige dieser Arten sind ganzjährig vor Ort und brüten auch im Gebiet. Brutvögel sind außerdem Uferschnepfe, Haubentaucher, Zwergtaucher, Eisvogel und Kormoran.
Zu den Zugvögeln, die zur Brutzeit anzutreffen sind, gehören Teichrohrsänger, Sumpfrohrsänger, Schilfrohrsänger, Rohrammer, Weidenmeise, Blaukehlchen, Feldschwirl, Seidensänger, Kleinspecht und Kuckuck. Greifvögel sind Baumfalke, Sperber, und Waldkauz.
An Amphibien sind folgende Arten nachgewiesen: Teichmolch, Bergmolch, Erdkröte, Grasfrosch und Teichfrosch.